# 銀泉

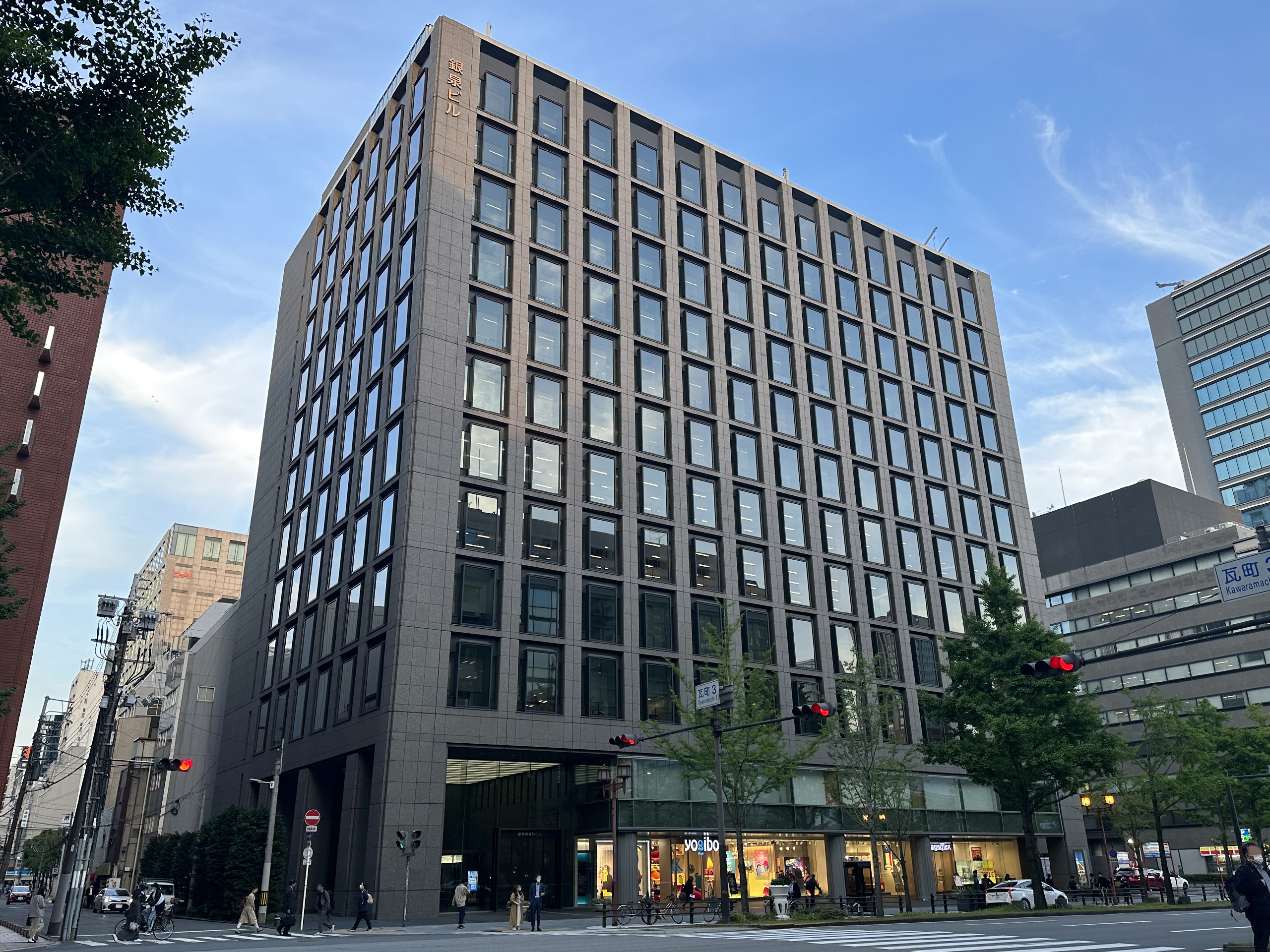
銀泉備後町ビル（2023年撮影）

銀泉株式会社（ぎんせん、英: GINSEN CO.,LTD）は、大阪市中央区に本社を置く三井住友銀行の親密事業会社。

## 事業内容
不動産部門は、ビルディング事業として首都圏・近畿圏を中心に34棟のオフィスビル・賃貸マンションを手掛け、駐車場事業として800ヶ所、収容台数18,000台の駐車場「GSPark」を展開する。保険部門は、保険代理店として生損保43社と保険代理店契約を結び総合コンサルタントを手がける。

## 事業所
- 本社：大阪市中央区高麗橋四丁目6番12号
- 東京本社：東京都千代田区九段南三丁目9番15号
- 支店：名古屋支店、京都支店、神戸支店、姫路支店、広島支店、九州支店

## 主な物件
大阪
- 銀泉備後町ビル - 大阪市中央区瓦町3-6-5（御堂筋沿い）
- 銀泉心斎橋ビル - 大阪市中央区南船場3-10-19（御堂筋沿い）
- 銀泉淀屋橋ビル - 大阪市中央区今橋4-5-15
- 三井住友銀行南森町ビル - 大阪市北区南森町2-1-29

他
広島
- 銀泉広島ビル - 広島市中区紙屋町1-3-2

東京
- 銀泉新橋ビル - 東京都港区新橋5-2-10
- 銀泉西新橋ビル - 東京都港区西新橋1-15-4

他

## 子会社
- 銀泉リスクソリューションズ株式会社-コンサルティング・保険仲立人事業
- 銀泉興産株式会社- 時間貸駐車場・月極駐車場の管理運営、月極募集業務
- 泉友株式会社-ショッピング事業・ハウジング事業・ツーリスト事業・ライフイベントサービス事業
- 銀泉リインシュアランス株式会社
- 大手町建物管理株式会社 - ビルメンテナンス業
- 株式会社清建社 - ビルメンテナンス業
- 株式会社オートシステム - 自家用自動車運行管理業